# Corydalis cashmeriana
Corydalis cashmeriana là một loài thực vật có hoa trong họ Anh túc. Loài này được Royle mô tả khoa học đầu tiên năm 1834.

## Hình ảnh

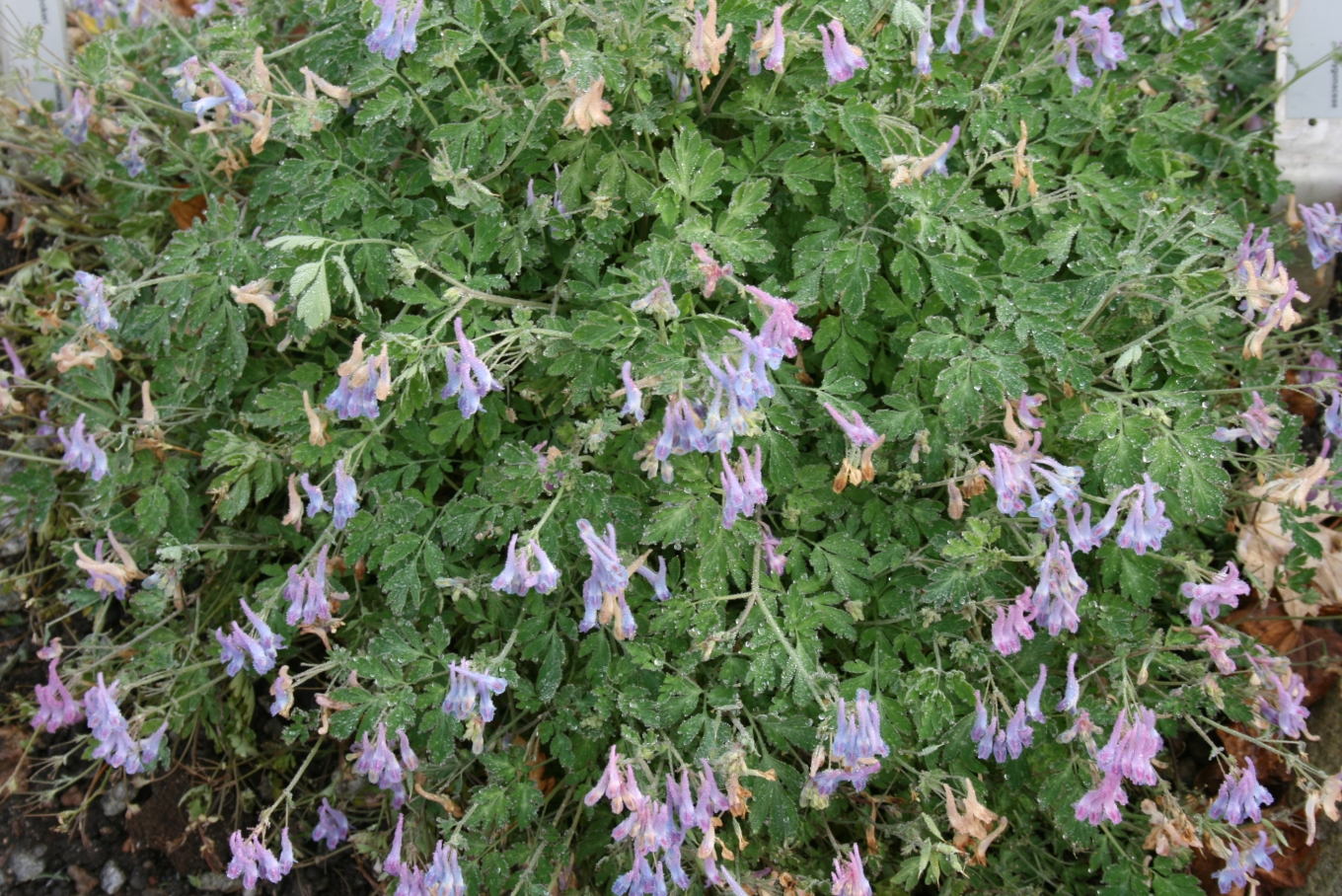